# عالم العجائب (رواية)
عالم العجائب (بالإنجليزية: World of Wonders)‏ هي ثالث رواية في ثلاثية ديبتفورد للكاتب الكندي روبرتسون ديفيز، نشرت عام 1975، عن دار نشر ماكميلان في كندا.

## روابط خارجية
- عالم العجائب على موقع الموسوعة البريطانية (الإنجليزية)